# Campeonato de Clubes Mekong 2014
El Campeonato de Clubes Mekong 2014 fue la primera edición del torneo de fútbol a nivel de clubes más importante del Sureste de Asia y contó con la participación de 4 equipos campeones de sus respectivas ligas.
El Becamex Binh Duong F.C. de Vietnam venció en la final al Ayeyawady United FC de Birmania para convertirse en el primer equipo campeón del torneo.

## Resultados

### Semifinales
| 31 de octubre de 2014 | Ayeyawady United                             | 1–1 (5–4 p.)               | Hoang Anh Attapeu                                           | Gò Đậu Stadium, Thủ Dầu Một                                         |                                                                     |
|                       | Un-seob 67'                                  | Reporte                    | Sysoutham 72'                                               | Asistencia: 6,000 espectadores Árbitro(s): Đinh Văn Dũng ( Vietnam) | Asistencia: 6,000 espectadores Árbitro(s): Đinh Văn Dũng ( Vietnam) |
|                       |                                              | Tiros desde el punto penal |                                                             |                                                                     |                                                                     |
|                       | Lin Oo · Un-seob · Lin Tun · Koné · Lin Aung |                            | Khochalern · Sihavong · Inthilath · Sayyabounsou · Soundala |                                                                     |                                                                     |

| 31 de octubre de 2014 | Becamex Binh Duong                                                       | 5–2     | Phnom Penh Crown        | Gò Đậu Stadium, Thủ Dầu Một                                                    |                                                                                |
|                       | Abass 2' · Trọng Hoàng 41' · Oseni 70' · Công Vinh 88' · Tăng Tuấn 90+1' | Reporte | Bosma 66' · Bisan 90+3' | Asistencia: 10,000 espectadores Árbitro(s): Surasak Kundiloksirom ( Tailandia) | Asistencia: 10,000 espectadores Árbitro(s): Surasak Kundiloksirom ( Tailandia) |

### Tercer Lugar
|  | Hoang Anh Attapeu | 0–2     | Phnom Penh Crown | Gò Đậu Stadium, Thủ Dầu Một                                           |                                                                       |
|  |                   | Reporte | Bisan 21', 52'   | Asistencia: 4,000 espectadores Árbitro(s): Phùng Đình Dũng ( Vietnam) | Asistencia: 4,000 espectadores Árbitro(s): Phùng Đình Dũng ( Vietnam) |

## Final
| 2 de noviembre de 2014 | Becamex Binh Duong                          | 4–1     | Ayeyawady United | Gò Đậu Stadium, Thủ Dầu Một                                                |                                                                            |
|                        | Oseni 5' · Anh Đức 45+2', 67' · Tấn Tài 74' | Reporte | Zaw 8'           | Asistencia: 13,000 espectadores Árbitro(s): Suprem Nonthawong ( Tailandia) | Asistencia: 13,000 espectadores Árbitro(s): Suprem Nonthawong ( Tailandia) |

## Campeón
| Campeonato de Clubes Mekong 2014 Becamex Binh Duong 1º Título |